# Craig Alanson
Craig Alanson ist das Pseudonym von Craig Odell (* 1961 oder 1962 in Springfield, Massachusetts), ein US-amerikanischer Autor von Science-Fiction- und Fantasy-Literatur, der seine Werke als Selbstverleger vertreibt.

## Leben
Craig Alanson wuchs in Springfield, Massachusetts auf. Er nahm nach der High School eine Stelle bei United Technologies Corporation im Bereich Entwicklung für Luft- und Raumfahrt in Connecticut an. Nach mehreren Wechseln landete er letztendlich bei Hewlett-Packard, bevor er die Firma 2016 verließ, um in Vollzeit zu schreiben.
Craig Alanson schrieb von 2006 bis 2015 Bücher in seiner Freizeit. 2016 begann er, seine Werke bei Amazon als Selbstverleger zu veröffentlichen. Die ersten drei Werke waren das Military-Science-Fiction-Buch Columbus Day, der Abenteuerroman Aces und das Werk Ascendant aus dem Bereich der Fantasy. Insbesondere Columbus Day war sehr erfolgreich, so dass Alanson Nachfolgeromane schrieb, die zusammen die Expeditionary Force-Serie bilden. Durch den Erfolg konnte er seinen bisherigen Beruf aufgeben und seinen Lebensunterhalt als Schriftsteller verdienen.
Insbesondere als Hörbücher sind Alansons Werke sehr erfolgreich und erreichten sogar die Bestsellerliste der New York Times.
Craig Alanson ist verheiratet und lebt mit seiner Frau Irene Odell in South Hero, Vermont.

## Werke
Alle Bücher wurden von Craig Alanson im Selbstverlag über Amazon auf Englisch veröffentlicht. Von einer
deutschen Übersetzung des ersten Bandes von Expeditionary Force, Columbus Day, wurde ein Hörbuch produziert, das bei SAGA Egmont und Steinbach sprechende Bücher erschien.

### Expeditionary Force
Expeditionary Force ist eine Space Opera, die die Ereignisse beschreibt, nachdem die Menschheit nach einer Alien-Invasion auf der Erde in einen galaktischen Krieg gestürzt wurde. Die Protagonisten sind Joe Bishop, ein Soldat der US-Armee, und Skippy, eine fortschrittliche künstliche Intelligenz aus einer alten Zivilisation, die sich mit Joe anfreundet. Alanson beschreibt World Invasion: Battle Los Angeles als anfängliche Inspiration für die Geschichte.  Expeditionary Force wurde sowohl auf Englisch als auch auf Polnisch veröffentlicht, wobei die polnischen E-Books vom Drageus-Verlag und die Hörbuchausgaben von Heraclon International & StoryBox veröffentlicht und von Wojciech Masiak erzählt werden.
Der erste Band von Expeditionary Force, Columbus Day, wurde in der deutschen Übersetzung von Andreas Helweg von Johannes Steck als Hörbuch gelesen und ist 2022 bei Steinbach sprechende Bücher erschienen.

#### Hauptreihe
- Columbus Day, Roman, 2016, Selbstverlag
- SpecOps, Roman, 2016, Selbstverlag
- Paradise, Roman, 2016, Selbstverlag
- Black Ops, Roman, 2017, Selbstverlag
- Zero Hour, Roman, 2017, Selbstverlag
- Mavericks, Roman, 2018, Selbstverlag
- Renegades, Roman, 2018, Selbstverlag
- Armageddon, Roman, 2019, Selbstverlag
- Valkyrie, Roman, 2019, Selbstverlag
- Critical Mass, Roman, 2020, Selbstverlag
- Brushfire, Roman, 2020, Selbstverlag
- Breakaway, Roman, 2021, Selbstverlag
- Fallout, Roman, 2021, Selbstverlag
- Match Game, Roman, 2022, Selbstverlag
- Failure Mode, Roman, 2022, Selbstverlag

#### Mavericks-Spinoff
- Deathtrap, Roman, 2019, Selbstverlag
- Freefall, Roman, 2020, Selbstverlag

#### Zusatzbände
- Trouble on Paradise, Novelle, 2017, Selbstverlag

### Ascendant-Reihe
- Ascendant, Roman, 2016, Selbstverlag
- Transcendant, Roman, 2016, Selbstverlag
- Deceptions, Roman, 2018, Selbstverlag

### Einzelwerke
- Aces, Roman, 2016, Selbstverlag

### Hörbücher
Alle Werke von Craig Alanson sind als Hörbuch erhältlich. Die Expeditionary Forces Reihe wird von R. C. Bray gesprochen, die Ascendant-Reihe von Tim Gerard Reynolds. MacLeod Andrews spricht Aces. Außerdem existiert noch ein Audiodrama in der Expeditionary Force-Reihe mit Namen Homefront.

## Auszeichnungen
Das Hörbuch Columbus Day war 2018 für einen Audie Award als bestes Hörbuch des Jahres („audiobook of the year“) nominiert.